# 谷口謙
谷口 謙（たにぐち けん、1856年2月7日（安政3年1月2日） - 1929年（昭和4年）9月21日）は、日本の明治期の陸軍軍医。最終階級は陸軍軍医監（少将相当官）。位階勲等は正四位・勲二等・功三級。医学博士。
東京大学医学部の同期に小説家の森鷗外がいる。

## 生涯

### 生い立ち
1856年2月7日（安政3年1月2日）、美作勝山藩（現・岡山県北東部）藩士・谷口有年の長子として江戸の藩邸（現・東京都千代田区霞が関3丁目：東京メトロ銀座線虎ノ門駅付近）に誕生した。武家の子として幼い頃から武芸を習い、13歳頃からは国文や漢文を、その翌年からはスイス人のもとでドイツ語を2年間学んだ。
1873年（明治6年）大学東校（現・東京大学医学部）に入学、1881年（明治14年）に卒業した。

### 軍医任官
1881年（明治14年）7月、東京陸軍病院治療課僚に配属する。その後、東京陸軍病院、陸軍大学校、医務局副課員、隊付勤務を経て1884年（明治17年）に軍医本部に入り、徴兵業務に従事する。また橋本綱常軍医総監の命令で陸軍衛生部諸制度を翻訳する。
1885年（明治18年）11月、陸軍大学校の参謀旅行に従属してクレメンス・メッケルから近代戦の指導を受け、同校衛生学教官になる。

### ドイツ留学

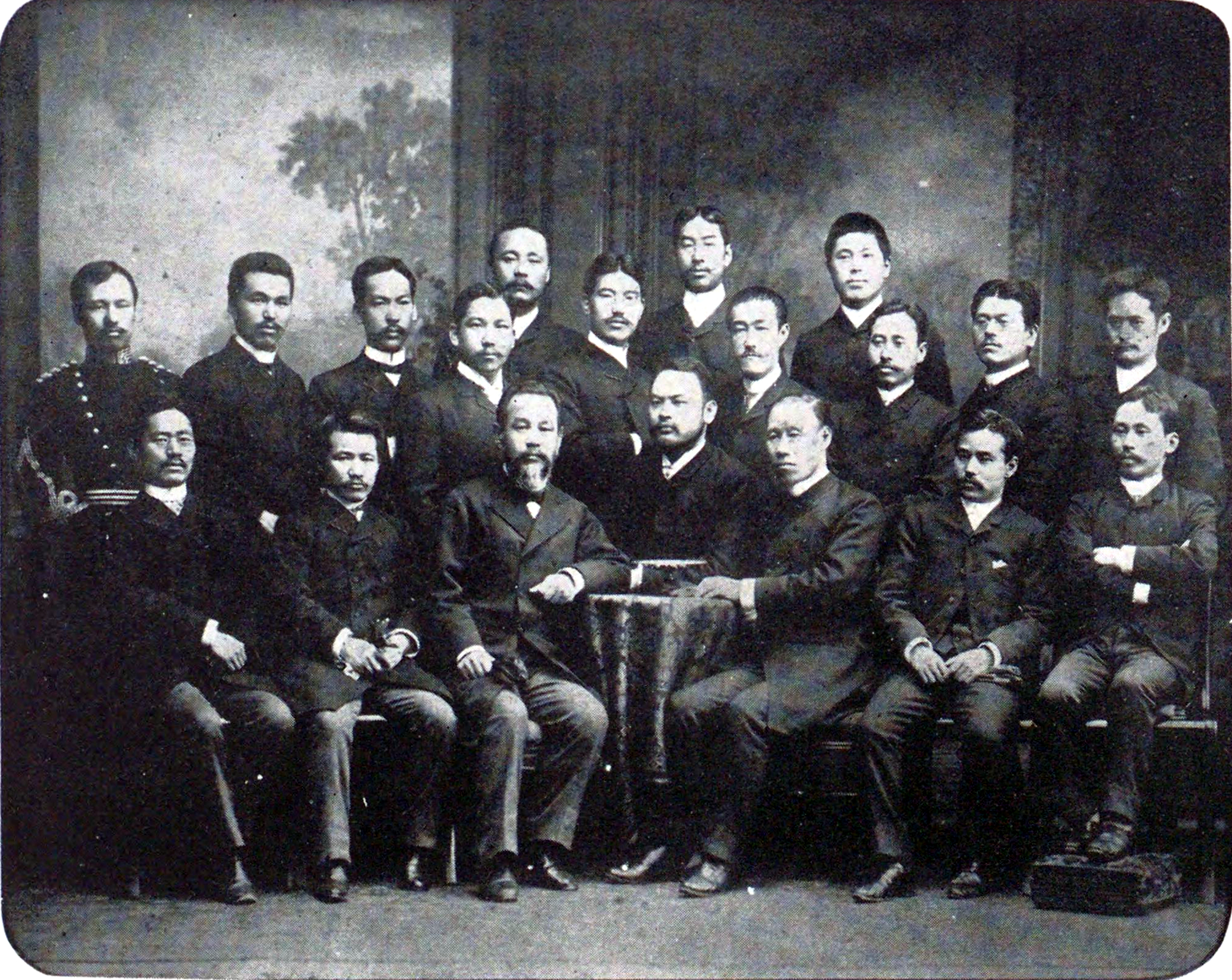
1888年、プロイセン王国ベルリン市にて日本人留学生と。前列左より河本重次郎、山根正次、田口和美、片山國嘉、石黑忠悳、隈川宗雄、尾澤主一。中列左から森林太郎、武島務、中濱東一郎、佐方潜蔵（のち侍医）、島田武次（のち宮城病院産科長）、谷口、瀬川昌耆、北里柴三郎、江口襄。後列左から濱田玄達、加藤照麿、北川乙治郎

1886年（明治19年）、官費留学の機会が訪れる。これは陸軍軍医として5人目で、谷口の直前（1884年）には鴎外がライプツィヒに派遣されている。8月7日、ドイツ・ベルリンに向け出発し、9月25日に到着する。現地ではウィルヒョウから病理学を学ぶなどする。
1889年（明治22年）11月18日、石黒忠悳の出迎えで帰国し、軍医学校で教官として軍陣衛生学を教える。

### 日清戦争・日露戦争
1894年（明治27年）7月25日、日清戦争が勃発。一等軍医正に昇進し、名古屋衛戍病院長になっていた谷口は留守第三師団（名古屋）軍医部長や南部兵站軍軍医部長、金州半島兵站軍軍医部長、第二師団（仙台）軍医部長を務める。1896年（明治29年）4月に帰国する。
1899年（明治32年）6月近衛師団軍医部長（鴎外の後任）兼陸軍軍医学校長になる。1901年（明治34年）3月には軍医監に昇進し、第四師団（大阪）軍医部長を務める。
1904年（明治37年）2月8日、日露戦争が勃発。第一軍軍医部長として鴨緑江、様子山嶺、遼陽、沙河の戦闘に参加する。翌年1月には韓国駐留軍軍医部長を務める。
1907年（明治40年）1月、日露戦争での功績が認められ、功三級勲二等金鵄勲章を受章する。

### 晩年
1907年（明治40年）2月に休職し、11月には予備役となる。退役後は年金で生活し、仙台市の病院で内科診療に携わるなどする。
1929年（昭和4年）9月21日、死去。

## 逸話
- 13歳頃から漢文を学んだが、特に好んだのは韓非子、老子、荘子、荀子である。
- 14歳に洋学を志し、渡米を計画した。資金を得るため、静岡から老牛を買ってきて東京・神田橋の屠牛屋に売りつけようとするが、途中で脚気にかかり、結果的にその療育費で差引き50円以上の損をする。

## 栄典
- 1891年（明治24年）12月28日 - 従六位[5]
- 1901年（明治34年）3月11日 - 正五位[6]
- 1907年（明治40年）12月27日 - 正四位[7]

## 家族
- 父：谷口有年
- 妻：せい（1896年11月結婚、1906年5月協議離婚。旧姓：片山）
- 長男：稠

## 著作

### 論文
- 「一二毒物ノ生理的試験」（後藤幾太郎・都築甚之助との共著）, 軍医学校業府　国文之部第2, 1896[8].

### 訳書
- 「儒氏内科新書」（原著：テオドル・フォン・ジュルゲンゼン（英語版））, 巻1-7, 足立寛閲, 1893[9][10][11][12].
- 「薬性論」, 英蘭堂, 足立寛閲, 1894[13].
- 「外科的診断」（原著：エドワード・アルベルト（英語版））, 刀圭書院, 1885[14].
- 「国政医論」（原著：エルンスト・チーゲル）1879[15].